# Caiac canoe la Jocurile Olimpice de vară din 2020 - K-2 1000 m masculin
Proba masculină de caiac K-2 1000 de metri de la Jocurile Olimpice de vară din 2020 a avut loc în perioada 4-5 august 2021 pe Sea Forest Waterway. 
La această probă vor participa 10 echipaje. Dintre acestea, 6 vor fi selectate în urma Campionatului Mondial din 2019. Locurile rămase vor fi acordate după calificările regionale.

## Program
Orele sunt ora Japoniei (UTC+9) 
| Data                    | Timp | Etapă                         |
| ----------------------- | ---- | ----------------------------- |
| Miercuri, 4 august 2021 | 9:30 | Calificări Sferturi de finală |
| Joi, 5 august 2021      | 9:30 | Semifinale Finala             |

## Rezultate

### Calificări
Primii doi clasați din fiecare serie se califică în semifinale, iar ceilalți se califică pentru sferturile de finală.

#### Seria 1
| Loc | Culoar | Canotor                              | Țară          | Timp     | Note |
| --- | ------ | ------------------------------------ | ------------- | -------- | ---- |
| 1   | 7      | Jean van der Westhuyzen Thomas Green | Australia     | 3:08,773 | SE   |
| 2   | 5      | Max Hoff Jacob Schopf                | Germania      | 3:09,830 | SE   |
| 3   | 4      | Samuel Baláž Adam Botek              | Slovacia      | 3:13,982 | SF   |
| 4   | 2      | Max Brown Kurtis Imrie               | Noua Zeelandă | 3:17,210 | SF   |
| 5   | 3      | Mikita Borykau Aleh Yurenia          | Belarus       | 3:18,952 | SF   |
| 6   | 6      | Brian Malfesi Vincent Jourdenais     | Canada        | 3:22,068 | SF   |

#### Seria 2
| Loc | Culoar | Canotor                         | Țară      | Timp     | Note |
| --- | ------ | ------------------------------- | --------- | -------- | ---- |
| 1   | 2      | Bence Nádas Bálint Kopasz       | Ungaria   | 3:11,877 | SE   |
| 2   | 5      | Josef Dostál Radek Šlouf        | Cehia     | 3:13,425 | SE   |
| 3   | 6      | Riley Fitzsimmons Jordan Wood   | Australia | 3:18,453 | SF   |
| 4   | 3      | Samuele Burgo Luca Beccaro      | Italia    | 3:28,047 | SF   |
| 5   | 4      | Étienne Hubert Guillaume Burger | Franța    | 3:29,296 | SF   |

#### Seria 3
| Loc | Culoar | Canotor                         | Țară    | Timp     | Note |
| --- | ------ | ------------------------------- | ------- | -------- | ---- |
| 1   | 4      | Francisco Cubelos Íñigo Peña    | Spania  | 3:10,138 | SE   |
| 2   | 6      | Wang Congkang Bu Tingkai        | China   | 3:10,292 | SE   |
| 3   | 5      | Maxim Spesivtsev Roman Anoshkin | COR     | 3:20,610 | SF   |
| 4   | 3      | Kornél Béke Ádám Varga          | Ungaria | 3:26,732 | SF   |
| 5   | 2      | Tuva'a Clifton Rudolf Williams  | Samoa   | 3:55,617 | SF   |

### Sferturi de finală
Primii trei clasați din fiecare serie se califică în semifinale, iar ceilalți se califică pentru Finala B.

#### Sferturi de finală 1
| Loc | Culoar | Canotor                         | Țară          | Timp     | Note |
| --- | ------ | ------------------------------- | ------------- | -------- | ---- |
| 1   | 2      | Mikita Borykau Aleh Yurenia     | Belarus       | 3:10,126 | SE   |
| 2   | 4      | Max Brown Kurtis Imrie          | Noua Zeelandă | 3:10,220 | SE   |
| 3   | 3      | Samuele Burgo Luca Beccaro      | Italia        | 3:12,667 | SE   |
| 4   | 5      | Maxim Spesivtsev Roman Anoshkin | COR           | 3:14,045 | FB   |
| 5   | 6      | Étienne Hubert Guillaume Burger | Franța        | 3:18,284 | FB   |

#### Sferturi de finală 2
| Loc | Culoar | Canotor                          | Țară      | Timp     | Note |
| --- | ------ | -------------------------------- | --------- | -------- | ---- |
| 1   | 4      | Riley Fitzsimmons Jordan Wood    | Australia | 3:10,619 | SE   |
| 2   | 5      | Samuel Baláž Adam Botek          | Slovacia  | 3:11,458 | SE   |
| 3   | 3      | Kornél Béke Ádám Varga           | Ungaria   | 3:15,225 | SE   |
| 4   | 6      | Brian Malfesi Vincent Jourdenais | Canada    | 3:15,736 | FB   |
| 5   | 2      | Tuva'a Clifton Rudolf Williams   | Samoa     | 3:46,523 | FB   |

### Semifinale
Primii patru clasați din fiecare serie se califică în Finala A, iar ceilalți se califică pentru Finala B.

#### Semifinala 1
| Loc | Culoar | Canotor                              | Țară          | Timp     | Note |
| --- | ------ | ------------------------------------ | ------------- | -------- | ---- |
| 1   | 4      | Jean van der Westhuyzen Thomas Green | Australia     | 3:17,077 | FA   |
| 2   | 2      | Max Brown Kurtis Imrie               | Noua Zeelandă | 3:17,684 | FA   |
| 3   | 3      | Wang Congkang Bu Tingkai             | China         | 3:17,784 | FA   |
| 4   | 5      | Josef Dostál Radek Šlouf             | Cehia         | 3:18,240 | FA   |
| 5   | 7      | Samuele Burgo Luca Beccaro           | Italia        | 3:20,591 | FB   |
| 6   | 6      | Riley Fitzsimmons Jordan Wood        | Australia     | 3:21,860 | FB   |

#### Semifinala 2
| Loc | Culoar | Canotor                      | Țară     | Timp     | Note |
| --- | ------ | ---------------------------- | -------- | -------- | ---- |
| 1   | 3      | Max Hoff Jacob Schopf        | Germania | 3:17,554 | FA   |
| 2   | 5      | Bence Nádas Bálint Kopasz    | Ungaria  | 3:18,316 | FA   |
| 3   | 6      | Mikita Borykau Aleh Yurenia  | Belarus  | 3:18,875 | FA   |
| 4   | 4      | Francisco Cubelos Íñigo Peña | Spania   | 3:19,133 | FA   |
| 5   | 7      | Kornél Béke Ádám Varga       | Ungaria  | 3:20,197 | FB   |
| 6   | 2      | Samuel Baláž Adam Botek      | Slovacia | 3:20,917 | FB   |

### Finale

#### Finala B
| Loc | Culoar | Canotor                          | Țară      | Timp     | Note |
| --- | ------ | -------------------------------- | --------- | -------- | ---- |
| 9   | 2      | Maxim Spesivtsev Roman Anoshkin  | COR       | 3:19,680 |      |
| 10  | 6      | Samuel Baláž Adam Botek          | Slovacia  | 3:21,087 |      |
| 11  | 5      | Samuele Burgo Luca Beccaro       | Italia    | 3:22,408 |      |
| 12  | 4      | Kornél Béke Ádám Varga           | Ungaria   | 3:24,223 |      |
| 13  | 3      | Riley Fitzsimmons Jordan Wood    | Australia | 3:24,757 |      |
| 14  | 7      | Brian Malfesi Vincent Jourdenais | Canada    | 3:25,181 |      |
| 15  | 8      | Étienne Hubert Guillaume Burger  | Franța    | 3:32,690 |      |
| 16  | 1      | Tuva'a Clifton Rudolf Williams   | Samoa     | 3:56,171 |      |

#### Finala A
| Loc | Culoar | Canotor                              | Țară          | Timp     | Note |
| --- | ------ | ------------------------------------ | ------------- | -------- | ---- |
| 1   | 5      | Jean van der Westhuyzen Thomas Green | Australia     | 3:15,280 |      |
| 2   | 4      | Max Hoff Jacob Schopf                | Germania      | 3:15,584 |      |
| 3   | 1      | Josef Dostál Radek Šlouf             | Cehia         | 3:16,106 |      |
| 4   | 6      | Bence Nádas Bálint Kopasz            | Ungaria       | 3:16,535 |      |
| 5   | 3      | Max Brown Kurtis Imrie               | Noua Zeelandă | 3:17,267 |      |
| 6   | 8      | Francisco Cubelos Íñigo Peña         | Spania        | 3:17,327 |      |
| 7   | 2      | Mikita Borykau Aleh Yurenia          | Belarus       | 3:17,769 |      |
| 8   | 7      | Wang Congkang Bu Tingkai             | China         | 3:19,612 |      |